# Leonīds Tambijevs
Leonīds Tambijevs, ros. Леонид Григорьевич Тамбиев - Leonid Grigorjewicz Tambijew (ur. 26 września 1970 w Rydze, Łotewska SRR) – łotewski hokeista, reprezentant Łotwy, dwukrotny olimpijczyk. Trener hokejowy.
Jego syn Kirils (ur. 1992) także został hokeistą.

## Kariera zawodnicza
- RASMS Riga (1988-1989)
- SKA 2 Sankt Petersburg (1989-1990)
- SKA Sankt Petersburg (1990-1991)
- Stars Riga (1991-1992)
- Pardaugava Riga (1992-1994)
  -  Pardaugava 2 Riga (1992)
  -  Essamika Ogre (1994)
- Hvidovre (1995-1997)
  -  Essamika Ogre (1996)
- Lukko (1997-2000)
- Iserlohn Roosters (2000-2001)
- Rødovre SIK (2001-2002)
- Torpedo Niżny Nowogród (2002-2003)
- Amur Chabarowsk (2003)
- Tappara (2003-2004)
- EHC Chur (2004-2005)
- EHC Olten (2005)
- EHC Basel (2005-2006)
- DHK Latgale (2006)
- Meran/Merano (2006-2007)
- EV Zeltweg (2007-2008)

Karierę rozwijał w rodzinnej Rydze, a także w niedalekim rosyjskim Petersburgu. W czasie kariery seniorskiej grał w klubach rodzinnej ligi łotewskiej, duńskiej Superligi, niemieckiej DEL, fińskiej SM-liiga, rosyjskich rozgrywek Wysszaja Liga i Superligi, szwajcarskiej NLB. Ostatnie dwa lata spędził we Włoszech i Austrii, po czym w 2008 zakończył karierę zawodniczą.
W barwach Łotwy uczestniczył w turniejach mistrzostw świata 1993 (Grupa C), 1994, 1995, 1996 (Grupa B), 1997, 1998, 1999 (Grupa A), 2000, 2001, 2002, 2003, 2004, 2005, 2006, 2007 (Elita, łącznie w pierwszych 15 kolejnych turniejach od odzyskania niepodległości i ponownych występów reprezentacji w 1993) oraz zimowych igrzysk olimpijskich 2002 (ekipa łotewska 2002), 2006 (ekipa łotewska 2006).
Do dziś jest najskuteczniejszym zawodnikiem reprezentacji w klasyfikacji strzelców i w punktacji kanadyjskiej.

## Kariera trenerska
- SK Riga 18 (2008-2009), główny trener
- SK Riga/Profs 18 (2009-2010), główny trener
- HK Riga (2010-2014)
- Reprezentacja Łotwy do lat 18 (2010), główny trener
- Reprezentacja Łotwy do lat 18 (2012), główny trener
- Reprezentacja Łotwy do lat 20 (2012-2014), główny trener
- Saryarka Karaganda (2014-2015), główny trener
- MHK Dinamo Sankt Petersburg (2015-2016), główny trener
- Dinamo Sankt Petersburg (2016-2018), główny trener
- Saryarka Karaganda (2018-2020), główny trener
- Mietałłurg Nowokuźnieck (2020-2021), główny trener
- Saryarka Karaganda (2021), główny trener
- Admirał Władywostok (2021-), główny trener

Po zakończeniu kariery zawodniczej został trenerem hokejowym na Łotwie. Od tego czasu pracuje z drużynami juniorskimi - klubowymi i reprezentacyjnymi. Od 2010 szkoleniowiec zespołu HK Riga, funkcjonującego jako zespół farmerski dla klubu Dinamo Ryga w ramach rosyjskich juniorskich rozgrywek MHL. Ponadto pracuje z kadrami juniorskimi Łotwy. Prowadził kadrę tego kraju w turniejach mistrzostw świata do lat 18 w 2010 (Elita, jako asystent), 2012 (Elita, jako I trener), mistrzostw świata do lat 20 w 2013 (Dywizja I), 2014 (Dywizja I). Od końca listopada 2014 zawodnik kazachskiego klubu Saryarka Karaganda. Od kwietnia 2015 szkoleniowiec Dinamo Sankt Petersburg w lidze MHL, a od 2016 szkoleniowiec seniorskiego zespołu Dinama, przyjętego do rozgrywek Wyższej Hokejowej Ligi (WHL) edycji 2016/2017. Rok później w 2018 zdobył z Dinamem mistrzostwo WHL, po czym przedłużył umowę z tym klubem. W październiku 2018 został zwolniony z Dinama. W listopadzie 2018 ponownie został szkoleniowcem Saryarki. W maju 2020 został trenerem Mietałłurga Nowokuźnieck. W lutym 2021 odszedł z pracy tamże. Wtedy ponownie objął posadę szkoleniowca Saryarki, którą sprawował do listopada tego roku. Pod koniec listopada 2021 został ogłoszony nowym szkoleniowcem Admirała Władywostok.

## Sukcesy i rekordy
Reprezentacyjne

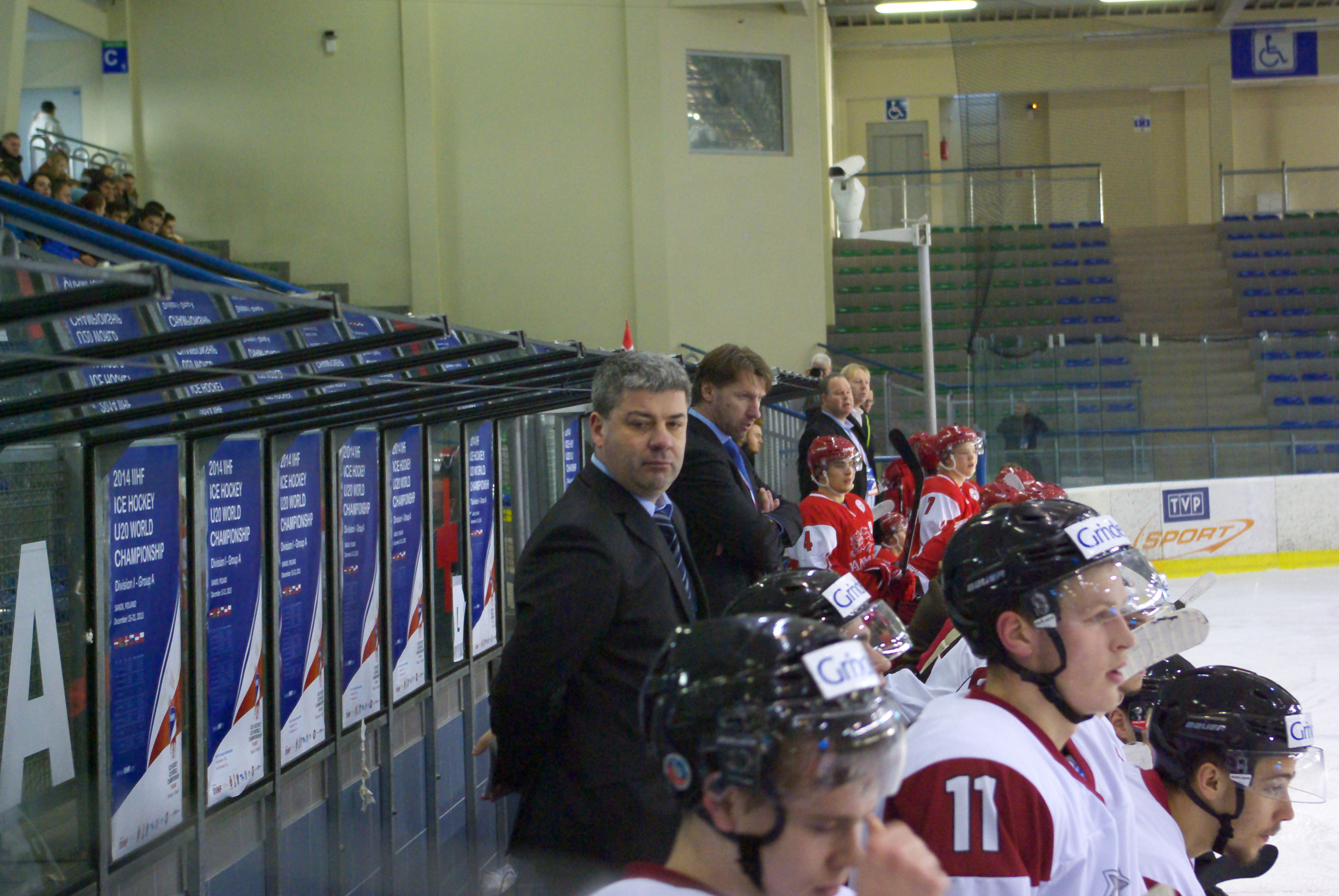
Leonīds Tambijevs (w środku) na ławce trenerskiej reprezentacji Łotwy do lat 20 podczas MŚ do la 20 Dywizji IA (Arena Sanok, 19 grudnia 2013)

- Awans do Grupy B mistrzostw świata: 1993 z Łotwą
- Awans do Grupy A mistrzostw świata: 1996 z Łotwą

Klubowe
- Złoty medal mistrzostw Łotwy: 1993 z Pardaugava Riga
- Brązowy medal mistrzostw Łotwy: 1994 z Essamika Ogre
- Srebrny medal mistrzostw Łotwy: 1996 z Essamika Ogre
- Złoty medal wyższej ligi: 2003 z Torpedo Niżny Nowogród
- Awans do Superligi: 2003 z Torpedo Niżny Nowogród
- Złoty medal Serie A2: 2007 z Meran/Merano

Indywidualne
- Mistrzostwa Świata w Hokeju na Lodzie 1995#Grupa B:
  - Najlepszy zawodnik reprezentacji na turnieju
- Superliga duńska (1995/1996):
  - Najlepszy zawodnik sezonu[15]
- SM-liiga 1998/1999[16]:
  - Trzecie miejsce w klasyfikacji strzelców w sezonie zasadniczym: 26 goli
  - Ósme miejsce w klasyfikacji kanadyjskiej w sezonie zasadniczym: 49 punktów
- Wysszaja liga (2002/2003):
  - Pierwsze miejsce w klasyfikacji strzelców: 30 goli
  - Pierwsze miejsce w klasyfikacji kanadyjskiej: 57 punktów

Rekordy
- Reprezentacja Łotwy:
  - Pierwsze miejsce w klasyfikacji strzelców: 66 goli
  - Pierwsze miejsce w klasyfikacji kanadyjskiej: 160 punktów (66 goli i 84 asysty)

Szkoleniowe
- Brązowy medal MHL: 2016 z Dinamem Sankt Petersburg
- Złoty medal WHL: 2018 z Dinamem Sankt Petersburg, 2019 z Saryarką Karaganda